# 尾﨑章
尾﨑 章（おざき あきら、1978年4月5日 - ）は、日本の元ラグビー選手。

## プロフィール
- 長崎県出身[1]。
- 現役時代のポジションはプロップ(PR)。
- 日本代表通算キャップ数は3。

## 来歴
16歳からラグビーを始めた。
1997年、長崎南山高校卒業後、同志社大学に入る。
2001年、同志社大学卒業後、サントリー(現・東京サントリーサンゴリアス)に加入。
2014年、現役を引退した。